# Fatima Hajjami
Fatima Hajjami (née Ouammou le 29 juillet 1966 à Azemmour au Maroc) est une athlète française, spécialiste des courses de fond. 

## Biographie
Elle remporte l'épreuve par équipe des championnats d'Europe de cross-country 1999, en compagnie de Rakiya Maraoui-Quetier et Fatima Yvelain. Elle participe aux marathon des championnats du monde de 2003, mais ne termine pas l'épreuve.

### Palmarès
| Date | Compétition                    | Lieu    | Résultat | Épreuve     |
| ---- | ------------------------------ | ------- | -------- | ----------- |
| 1999 | Championnats d'Europe de cross | Velenje | 1re      | Par équipes |

### Records
| Épreuve  | Performance     | Lieu  | Date         |
| -------- | --------------- | ----- | ------------ |
| Marathon | 2 h 37 min 20 s | Paris | 6 avril 2003 |